# Via Sacra

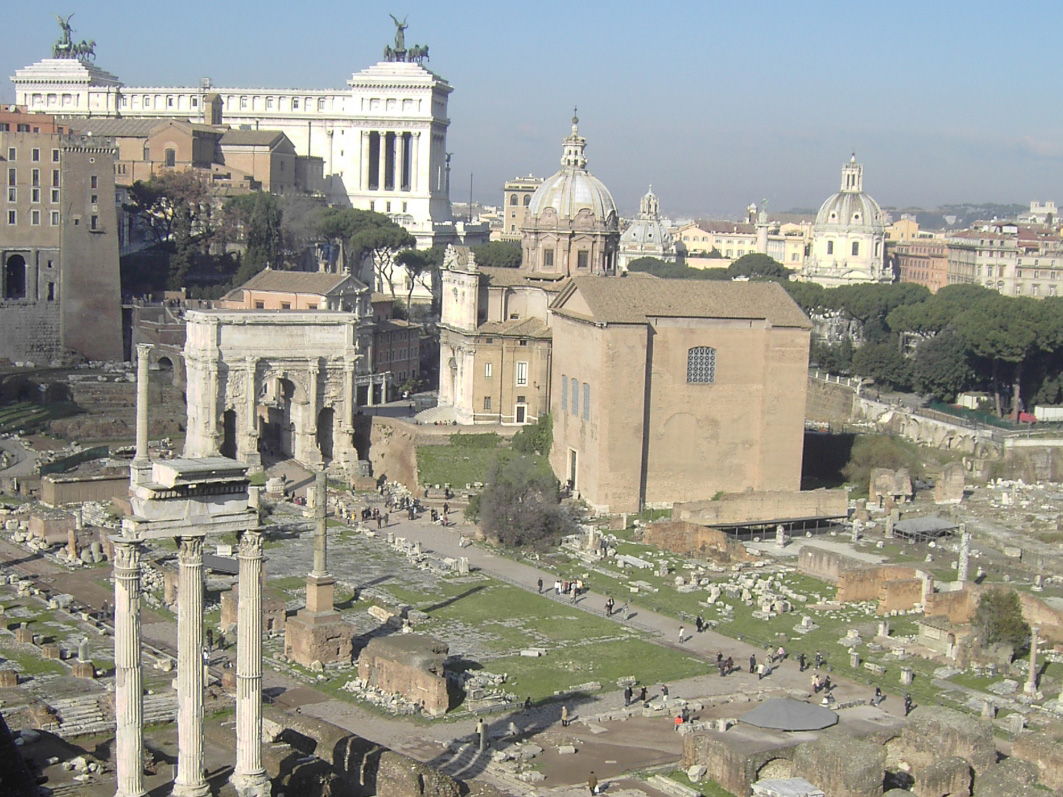
Die Via Sacra vom Palatin aus betrachtet

Die Via Sacra (deutsch: heilige Straße) war der Hauptweg des Forum Romanum. Sie führte vom Colosseum zum Kapitol.
Im 5. Jahrhundert v. Chr. wurde dieser Weg durch einen Unterbau zum Schutz vor Regen und Feuchtigkeit ausgebaut, später weiter befestigt und während Neros Herrschaft mit Kolonnaden verschönert.
Neueren Ausgrabungen zufolge war die Straße Ende des 6. Jahrhunderts v. Chr. drei Meter breit und besaß ein Pflaster aus Tuffsteinplatten. Ein breiter Abwasserkanal führte unterhalb der Straße bis zur Cloaca Maxima.